# Conflicto fronterizo afgano-pakistaní
Desde 1949 se han producido una serie de escaramuzas armadas y tiroteos ocasionales a lo largo de la frontera entre Afganistán y Pakistán entre las Fuerzas Armadas afganas y las Fuerzas Armadas de Pakistán. La última ronda de hostilidades entre los dos países comenzó en abril de 2007.  Militantes pertenecientes a Tehrik-i-Taliban Pakistan y Jamaat-ul-Ahrar también utilizan el territorio de Afganistán para atacar al personal de seguridad paquistaní desplegado a lo largo de la frontera. El diplomático dice que la presencia de terroristas pertenecientes a Tehrik-i-Taliban Pakistan en suelo afgano es la razón de los bombardeos esporádicos del territorio de Afganistán por parte de las fuerzas de seguridad paquistaníes.

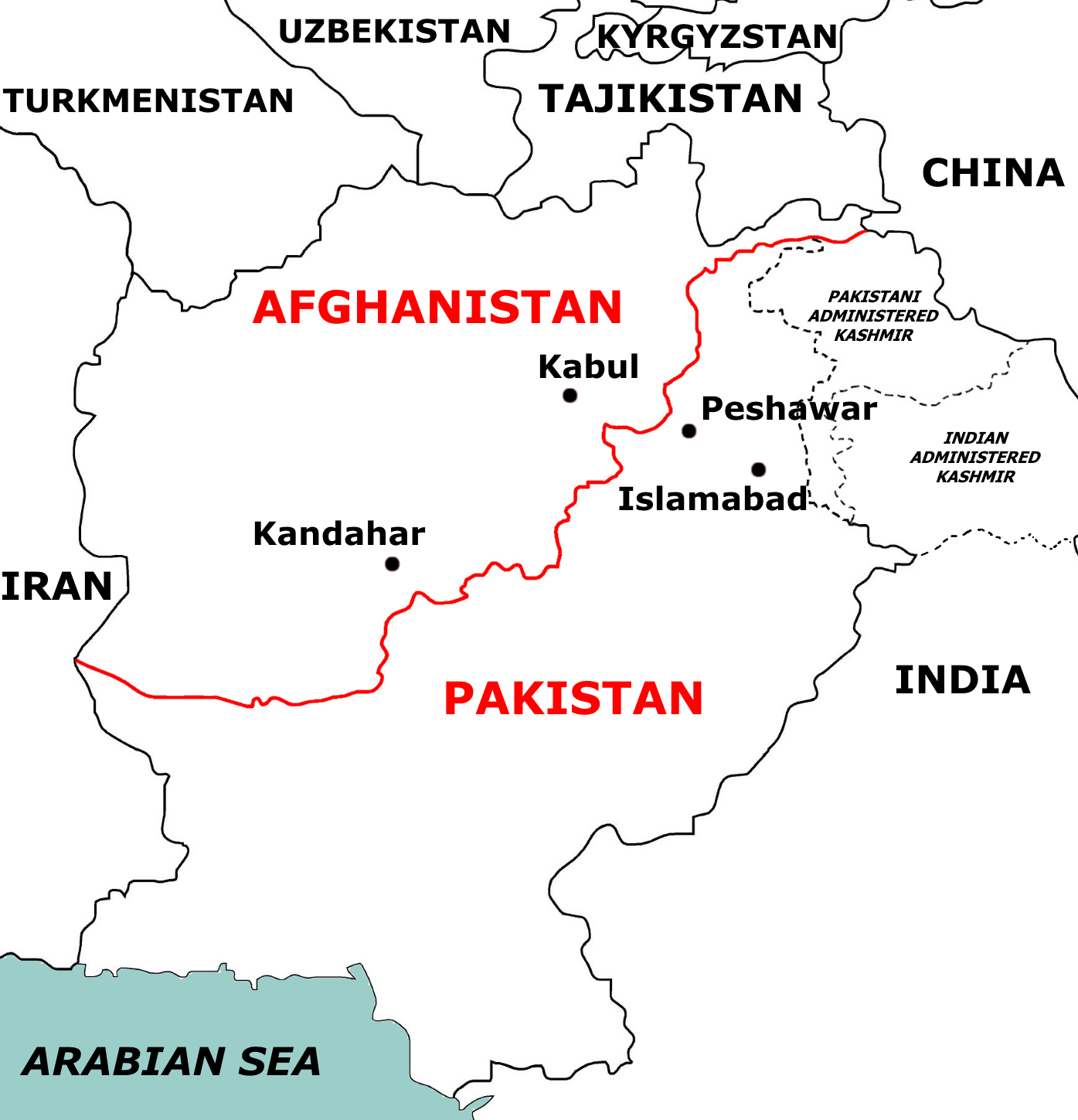
Frontera de Afganistán y Pakistán

## Antecedentes
Existieron hostilidades entre Afganistán y el recién independizado Pakistán desde 1947,  cuando Afganistán se convirtió en el único país que votó en contra de la admisión de Pakistán en las Naciones Unidas.  Antes de la independencia de Pakistán, Afganistán defendía la independencia de su frontera noroeste, aunque la población pastún predominante de la región había votado abrumadoramente a favor de Pakistán frente a la India en el referéndum celebrado en julio de 1947. El 99,02% de los votos se emitieron a favor de Pakistán. Aunque el estado de Pastunistán propuesto por Afganistán fluctuó en tamaño con el tiempo, la provincia de Baluchistán de Pakistán también se incluyó con frecuencia en la definición del Gran Pastunistán para obtener acceso al mar Arábigo en caso de que Pakistán fracasara como estado,  como Afganistán. Había esperado, pero la idea se volvió impopular.
La frontera internacional entre la India británica y Afganistán se estableció después del Acuerdo de la Línea Durand de 1893 entre el británico Mortimer Durand de la India británica y Amir Abdur Rahman Khan de Afganistán para fijar el límite de sus respectivas esferas de influencia. El acuerdo de una sola página, que contiene siete artículos breves, fue firmado por Durand y Khan, acordando no ejercer interferencia política más allá de la línea fronteriza entre lo que entonces era el Emirato de Afganistán y lo que también era entonces el Imperio Británico de la India. La Línea Durand fue reafirmada como la frontera internacional entre Afganistán y la India británica en la guerra anglo-afgana de 1919 después de la independencia afgana. Los afganos se comprometieron a detener la interferencia en el lado británico de la línea en el posterior Tratado anglo-afgano de 1919 en Rawalpindi.
Pakistán heredó el acuerdo de la Línea Durand después de su independencia en 1947, pero el gobierno afgano siempre se ha negado a aceptar el Acuerdo de la Línea Durand. Afganistán ha intentado varias veces apoderarse de las provincias occidentales de Baluchistán y Khyber Pakhtunkhwa, en Pakistán. El entonces Primer Ministro afgano, Muhammad Hashim, dijo que "si no se puede establecer un Pastunistán independiente, la provincia fronteriza debería unirse a Afganistán. Nuestro vecino Pakistán se dará cuenta de que nuestro país, con su población y su comercio, necesita una salida al mar, que es muy esencial", en entrevista con el Statesman. En 1949, la Fuerza Aérea de Pakistán bombardeó los campamentos militantes patrocinados por los afganos en zonas fronterizas, incluida una aldea afgana, para frenar un malestar encabezado por Ipi Faqir que propagaba el Pashtunistán independiente. En 1949-1950 se informó por primera vez de enfrentamientos fronterizos.
El 30 de septiembre de 1950, Pakistán afirmó que las tropas y miembros de tribus afganos habían cruzado al Baluchistán de Pakistán, lo que provocó la invasión afgana de Pakistán. La invasión a pequeña escala fue repelida después de seis días de combates. El gobierno afgano negó su participación y afirmó que eran miembros de una tribu pastún pro-Pashtunistán.
Las tensiones se dispararon con el programa One Unit de Pakistán y ambos países retiraron a sus embajadores y personal diplomático en 1955. La embajada de Pakistán en Kabul y los consulados en Kandhar y Jalalabad fueron atacados por turbas. En 1960, estallaron importantes escaramuzas y las fuerzas afganas se concentraron en el lado afgano de la frontera con tanques. En estas escaramuzas la Fuerza Aérea de Pakistán bombardeó a las fuerzas afganas. Este bombardeo provocó una breve pausa en las escaramuzas. El 6 de septiembre de 1961, Kabul rompió formalmente relaciones diplomáticas con Pakistán.
En 1950, la Cámara de los Comunes del Reino Unido mantuvo su opinión sobre la disputa entre Afganistán y Pakistán sobre la Línea Durand al afirmar:

El Gobierno de Su Majestad en el Reino Unido ha visto con pesar los desacuerdos entre los Gobiernos del Pakistán y el Afganistán sobre el estatuto de los territorios de la Frontera Noroccidental. El Gobierno de Su Majestad considera que, según el derecho internacional, Pakistán es el heredero de los derechos y deberes del antiguo Gobierno de la India y del Gobierno de Su Majestad en el Reino Unido en estos territorios y que la Línea Durand es la frontera internacional.
Philip J. Noel-Baker, 30 de junio de 1950

En la reunión del Consejo Ministerial de la SEATO (Organización del Tratado del Sudeste Asiático) de 1956 celebrada en Karachi, capital de Pakistán en ese momento, se afirmó:

Los miembros del Consejo declararon que sus gobiernos reconocían que la soberanía de Pakistán se extiende hasta la Línea Durand, la frontera internacional entre Pakistán y Afganistán, y en consecuencia se afirmó que el área del Tratado a que se refieren los artículos IV y VIII del Tratado incluye el área hasta esa Línea.
SEATO, 8 de marzo de 1956

El gobierno afgano, después de haber conseguido un tratado en diciembre de 1978 que le permitía recurrir a las fuerzas soviéticas, solicitó repetidamente la introducción de tropas en Afganistán en la primavera y el verano de 1979. La guerra afgana-soviética de 1979 obligó a millones de afganos a refugiarse en el interior. Pakistán. Los funcionarios paquistaníes temían que la Unión Soviética comenzara algún tipo de enfrentamiento militar y que Pakistán o al menos su provincia de Baluchistán fuera el siguiente lugar en la agenda soviética. A principios de la década de 1980, las fuerzas multinacionales muyahidines (compuestas por unos 100.000 combatientes de cuarenta países musulmanes diferentes, además de 150.000 combatientes locales) encontraron el apoyo de Estados Unidos, Arabia Saudita, Pakistán e Irán en el contexto de la Guerra Fría. Fueron entrenados por el ejército paquistaní en su región fronteriza alrededor de la Línea Durand. La Unión Soviética decidió retirarse en 1989 y cuando la ayuda a Afganistán se agotó en 1992, comenzó una guerra civil. A esto le siguió el ascenso y la caída del gobierno talibán. Desde finales de 2001, hasta 140.000 tropas lideradas por la OTAN estaban estacionadas en Afganistán para entrenar a los afganos y reconstruir su país devastado por la guerra. Mientras tanto, la insurgencia talibán comenzó alrededor de 2004.
Para contrarrestar la insurgencia y lograr estabilidad en Afganistán, Estados Unidos construyó bases y guarniciones para las Fuerzas de Seguridad Nacional Afganas y está utilizando vehículos aéreos no tripulados para llevar a cabo ataques con drones en Pakistán, principalmente a la red Haqqani en las Áreas Tribales bajo Administración Federal y sus alrededores (FATA).
En septiembre de 2017, Brad Sherman, un legislador estadounidense, sugirió condicionar la ayuda estadounidense a Afganistán al reconocimiento de la Línea Durand. Añadió:

Me doy cuenta de que es difícil. Dirán, oh, no lo hagas, pero el hecho es que, mientras Afganistán deje abierta la idea de que están reclamando territorio paquistaní, será muy difícil involucrar a los paquistaníes, ya que los necesitamos. en el control de los talibanes afganos

-
Brad Sherman -7 de Septiembre de 2017

## Escaramuzas de la era de la República Islámica
La siguiente es una lista incompleta de acontecimientos recientes relacionados con las escaramuzas entre Afganistán y Pakistán. La mayoría de estos acontecimientos no pueden verificarse de forma independiente porque los periodistas suelen tener un acceso muy limitado para llegar a las zonas donde tienen lugar los combate.
- 13 de mayo de 2007: estalló un enfrentamiento armado entre el ejército de Pakistán y el ejército nacional afgano. Según fuentes afganas, los enfrentamientos estallaron cuando el ejército de Pakistán estableció un puesto militar fronterizo dentro del territorio afgano en el distrito de Zazai.[25] Mientras que, según funcionarios paquistaníes, los enfrentamientos estallaron cuando soldados afganos abrieron fuego contra cinco o seis puestos fronterizos en la región tribal de Kurram, en el noroeste de Pakistán.[25] El gobernador de la provincia de Paktika, Rahmatullah Rahmat, dijo que hasta 41 afganos murieron o resultaron heridos en el enfrentamiento. Otras fuentes afganas afirman que 13 afganos[26] (9 soldados afganos y 4 civiles) murieron. Tres soldados del ejército de Pakistán también resultaron heridos en el enfrentamiento.[27]

- 3 de febrero de 2011 – Un soldado paquistaní y siete soldados afganos murieron y otros tres resultaron heridos después de que estalló un enfrentamiento a lo largo de la frontera entre fuerzas paquistaníes y afganas, incluido un coronel afgano. Tres soldados afganos también fueron arrestados por las fuerzas paquistaníes que luego fueron devueltas. Un comandante afgano en Khost confirmó el intercambio de disparos y alegó que el incidente estalló después de que tropas paquistaníes en Waziristán abrieran fuego contra puestos de policía afganos en el distrito de Gurbuz, afirmando que el enfrentamiento afgano era una represalia. Sin embargo, un oficial militar paquistaní en Peshawar dijo que las tropas afganas dispararon contra un puesto de control del ejército paquistaní en Ghulam Khan, Waziristán del Norte y que el fuego emanó primero del territorio afgano. "Estamos respondiendo con artillería y morteros", añadió.[28]

- Junio de 2011 – Afganistán culpó a Pakistán de matar a decenas de civiles afganos en bombardeos transfronterizos llevados a cabo durante varios meses. El gobierno afgano pidió el cese inmediato del fuego de artillería de Pakistán contra las aldeas afganas. El portavoz del ejército afgano, Mohammad Zahir Azimi, dijo que alrededor de 150 misiles disparados desde Pakistán habían caído en diferentes zonas de la provincia de Kunar.[29]

- 19 de julio de 2011 – Funcionarios paquistaníes declararon que se dispararon más de 20 granadas de mortero desde Afganistán que mataron a 4 soldados paquistaníes e hirieron a otros 2. Pakistán culpó al Ejército Nacional Afgano por el ataque.[30]

- 27 de agosto de 2011:– al menos dos miembros del personal de seguridad paquistaníes murieron y otros siete resultaron heridos en Chitral después de que militantes cruzaron la frontera desde la provincia de Nuristán e iniciaron disparos. El gobierno paquistaní culpó a Afganistán, diciendo que desde su expulsión de las áreas tribales paquistaníes, los militantes se estaban reagrupando en Kunar y Nuristan con el apoyo de las autoridades locales afganas.[31]

- 7 de septiembre de 2011: – Manifestantes de Chitral organizaron una manifestación frente al Club de Prensa de Peshawar contra una supuesta infiltración continua de los talibanes en Pakistán desde Afganistán, incluido el secuestro de 30 niños paquistaníes hace una semana, en el día de Eid ul-Fitr. Los manifestantes dijeron que se opondrían a los insurgentes si su región era atacada en el futuro y culparon al gobierno afgano, insistiendo en que las autoridades afganas y las fuerzas de la OTAN no estaban logrando contener a los militantes con base en Afganistán. Los manifestantes también instaron a la necesidad de aumentar la presencia de fuerzas fronterizas y pidieron al gobierno federal que aborde el tema con el gobierno afgano para evitar futuros incidentes.[32]

- 25 de septiembre de 2011: – Las autoridades afganas afirmaron que se habían disparado más de 340 cohetes en el transcurso de cuatro días desde territorio paquistaní. Los cohetes dañaron algunos edificios, provocaron la muerte de un niño y también obligaron a cientos de personas a huir de sus hogares. Un empleado del Ministerio del Interior afgano no reveló la fuente del bombardeo transfronterizo pero dijo: «Pedimos a Pakistán, quienquiera que esté detrás de los ataques, que lo impida inmediatamente».[33]

- 12 de enero de 2012:– Tropas de las Fuerzas Especiales de Pakistán del Grupo de Servicios Especiales de élite entraron de 4 a 5 km de profundidad dentro de las fronteras afganas desde el área del Bajo Dir en busca de militantes. Las fuerzas afganas abrieron fuego en represalia y 11 soldados afganos murieron en el intercambio de disparos. Pakistán se retiró inmediatamente sin víctimas. Afganistán también culpó a los comandos SSG de llevarse el cuerpo de un mayor del ejército afgano asesinado.

- 2 de mayo de 2013 – Se produjo un enfrentamiento armado entre soldados paquistaníes y afganos. El enfrentamiento provocó la muerte de un agente de la policía fronteriza afgana. También resultaron heridos dos agentes de la policía fronteriza afgana. Mientras que dos miembros del personal de la policía fronteriza de Pakistán también resultaron heridos en el ataque.[34][35]

- 8 de junio de 2013:– los helicópteros artillados Bell AH-1 Cobra de la aviación del ejército de Pakistán cruzaron la frontera desde Waziristán del Norte hacia Paktia y alcanzaron 3 objetivos TTP antes de regresar.

- 31 de mayo de 2014 – Entre 150 y 300 militantes pertenecientes a Tehrik-i-Taliban (Pakistán) atacaron un grupo de un puesto militar de Pakistán en la cima de Nao, en el distrito de Bajaur. El ejército paquistaní dijo que repelió con éxito el ataque. En el ataque murieron 1 soldado paquistaní y 16 militantes pertenecientes a Tehrik-i-Taliban. Según funcionarios paquistaníes, también se utilizaron helicópteros artillados para atacar posiciones talibanes en Afganistán. El ministro de Defensa afgano, general Bismillah Khan Mohammadi, reconoció que el puesto militar de Pakistán fue atacado por talibanes del lado afgano de la frontera. Sin embargo, los funcionarios afganos afirman que los helicópteros artillados paquistaníes habían cruzado hacia territorio afgano. Afirman que 4 civiles afganos murieron y otros 10 resultaron heridos como resultado de los ataques realizados por esos helicópteros artillados.[3]

- 4 de junio de 2014: - Funcionarios paquistaníes declararon que terroristas de Afganistán lanzaron un ataque contra el puesto fronterizo de Pakistán en la Agencia Bajaur. Según funcionarios paquistaníes, alrededor de cuatro soldados paquistaníes murieron y otros tres resultaron heridos en el ataque. Los responsables del ataque fueron terroristas pertenecientes a Tehrik-i-Taliban (Pakistán). El ataque fue precedido por el ataque del 31 de mayo de 2014 que también tuvo lugar en la Agencia Bajaur. En el ataque murieron 14 terroristas pertenecientes a Tehrik-i-Taliban (Pakistán). Los funcionarios paquistaníes también declararon que uno de sus guardias fronterizos murió y otros dos resultaron heridos. El ataque terrorista al puesto fronterizo fue repelido con éxito.[36]

- 24 de junio de 2014 – Funcionarios afganos alegaron que soldados paquistaníes cruzaron la frontera y llevaron a cabo un ataque contra soldados afganos en territorio afgano. Los funcionarios afganos declararon que la incursión tuvo lugar en la provincia de Kunar en Afganistán y que 3 soldados del Ejército Nacional Afgano (ANA) y 8 civiles afganos murieron en el ataque.[37]

- 20 de diciembre de 2014: –JF-17 Thunders del Comando Aéreo Occidental de la Fuerza Aérea de Pakistán voló a Afganistán en la provincia de Kunar y, según se informa, alcanzó 27 objetivos. Los ataques aéreos se llevaron a cabo en tres fases a lo largo de la noche y, según informes, murieron 50 militantes. Un soldado afgano también murió cuando un avión paquistaní identificó erróneamente una patrulla móvil afgana como un vehículo militante. También se envió al SSG para recuperar los cuerpos de tantos militantes como fuera posible. Las tropas del Ejército Nacional Afgano no tomaron represalias contra los aviones paquistaníes ya que el Ministerio de Defensa (Afganistán) les ordenó que no se enfrentaran a las fuerzas paquistaníes.

- 10 de octubre de 2011 – Las fuerzas de seguridad paquistaníes declararon que mataron a 30 militantes afganos cuando un grupo de 200 militantes de Afganistán cruzó la frontera hacia Pakistán. Un soldado paquistaní también murió en el enfrentamiento.[38]

- 12 de enero de 2012:– Tropas de las Fuerzas Especiales de Pakistán del Grupo de Servicios Especiales de élite entraron de 4 a 5 km de profundidad dentro de las fronteras afganas desde el área del Bajo Dir en busca de militantes. Las fuerzas afganas abrieron fuego en represalia y 11 soldados afganos murieron en el intercambio de disparos. Pakistán se retiró inmediatamente sin víctimas. Afganistán también culpó a los comandos SSG de llevarse el cuerpo de un mayor del ejército afgano asesinado.

- 2 de mayo de 2013 – Se produjo un enfrentamiento armado entre soldados paquistaníes y afganos. El enfrentamiento provocó la muerte de un agente de la policía fronteriza afgana. También resultaron heridos dos agentes de la policía fronteriza afgana. Mientras que dos miembros del personal de la policía fronteriza de Pakistán también resultaron heridos en el ataque.

- 8 de junio de 2013: - Los helicópteros artillados Bell AH-1 Cobra de la aviación del ejército de Pakistán cruzaron la frontera desde Waziristán del Norte hacia Paktia y alcanzaron 3 objetivos TTP antes de regresar.

- 31 de mayo de 2014 – Entre 150 y 300 militantes pertenecientes a Tehrik-i-Taliban (Pakistán) atacaron un grupo de un puesto militar de Pakistán en la cima de Nao, en el distrito de Bajaur. El ejército paquistaní dijo que repelió con éxito el ataque. En el ataque murieron 1 soldado paquistaní y 16 militantes pertenecientes a Tehrik-i-Taliban. Según funcionarios paquistaníes, también se utilizaron helicópteros artillados para atacar posiciones talibanes en Afganistán. El ministro de Defensa afgano, general Bismillah Khan Mohammadi, reconoció que el puesto militar de Pakistán fue atacado por talibanes del lado afgano de la frontera. Sin embargo, los funcionarios afganos afirman que los helicópteros artillados paquistaníes habían cruzado hacia territorio afgano. Afirman que 4 civiles afganos murieron y otros 10 resultaron heridos como resultado de los ataques realizados por esos helicópteros artillados.[3]

- 4 de junio de 2014: – Funcionarios paquistaníes declararon que terroristas de Afganistán lanzaron un ataque contra el puesto fronterizo de Pakistán en la Agencia Bajaur. Según funcionarios paquistaníes, alrededor de cuatro soldados paquistaníes murieron y otros tres resultaron heridos en el ataque. Los responsables del ataque fueron terroristas pertenecientes a Tehrik-i-Taliban (Pakistán). El ataque fue precedido por el ataque del 31 de mayo de 2014 que también tuvo lugar en la Agencia Bajaur. En el ataque murieron 14 terroristas pertenecientes a Tehrik-i-Taliban (Pakistán). Los funcionarios paquistaníes también declararon que uno de sus guardias fronterizos murió y otros dos resultaron heridos. El ataque terrorista al puesto fronterizo fue repelido con éxito.[39]

- 24 de junio de 2014 – Funcionarios afganos alegaron que soldados paquistaníes cruzaron la frontera y llevaron a cabo un ataque contra soldados afganos en territorio afgano. Los funcionarios afganos declararon que la incursión tuvo lugar en la provincia de Kunar en Afganistán y que 3 soldados del Ejército Nacional Afgano (ANA) y 8 civiles afganos murieron en el ataque.[39]

- 20 de diciembre de 2014: – JF-17 Thunders del Comando Aéreo Occidental de la Fuerza Aérea de Pakistán voló a Afganistán en la provincia de Kunar y, según se informa, alcanzó 27 objetivos. Los ataques aéreos se llevaron a cabo en tres fases a lo largo de la noche y, según informes, murieron 50 militantes. Un soldado afgano también murió cuando un avión paquistaní identificó erróneamente una patrulla móvil afgana como un vehículo militante. También se envió al SSG para recuperar los cuerpos de tantos militantes como fuera posible. Las tropas del ANA no tomaron represalias contra los aviones paquistaníes ya que el Ministerio de Defensa (Afganistán) les ordenó que no se enfrentaran a las fuerzas paquistaníes.

- 23 de agosto de 2015 – Cuatro soldados paquistaníes que custodiaban un puesto fronterizo murieron y cuatro más resultaron heridos en un ataque con cohetes que se originó en Afganistán. El ejército paquistaní afirmó que eliminó al grupo de militantes responsables del ataque. Esto se produjo tras un ataque ocurrido los días 16 y 17 de agosto en el que también murieron tres agentes de la policía de fronteras.[40]

- 13 a 16 de junio de 2016: – Pakistán y el ejército afgano se enfrentaron a lo largo de la frontera de Torkham durante un período de tres días. Un mayor del ejército paquistaní, Ali Jawad Changezi, resultó herido en los enfrentamientos a lo largo de la frontera de Torkham y posteriormente murió en un hospital de Peshawar el 14 de junio. Cuatro guardias fronterizos paquistaníes y nueve civiles también resultaron heridos en los enfrentamientos que duraron tres días. Según Pakistán, el ejército afgano inició disparos no provocados aproximadamente a las 9 de la noche del domingo para interrumpir la construcción de una puerta a 37 metros dentro del lado paquistaní de la frontera.[41][42]La puerta está diseñada para frenar el movimiento transfronterizo ilegal y controlar el movimiento de terroristas, y es parte de la barrera más grande en construcción entre Pakistán y Afganistán.[41] El cruce fronterizo de Torkham se vio obligado a cerrar debido a las escaramuzas.[43] Según funcionarios afganos, tres soldados afganos[41] y dos civiles afganos[44] murieron como resultado de los disparos del ejército paquistaní. También se informó que diecisiete soldados afganos resultaron heridos en los tres días de enfrentamiento.[45] Según algunos informes, el ejército de Pakistán había capturado tres puestos fronterizos afganos.[46] El 15 de junio de 2016, Pakistán reinició la construcción de la puerta fronteriza en la frontera de Torkham.[47]

- 17 a 19 de febrero de 2017: durante 48 horas, el ejército paquistaní disparó decenas de misiles contra los distritos de Goshta y Lal Pur en la provincia de Nangarhar y el distrito de Sirkanay en la provincia de Kunar. Los proyectiles de artillería paquistaní destruyeron una docena de sitios pertenecientes a grupos terroristas como Jamaat-ul-Ahrar y Tehrik-i-Taliban Pakistan, matando a entre 15 y 20 terroristas e hiriendo a muchos más.[48][49][50][51] Según los informes, los bombardeos transfronterizos de Pakistán dejaron a más de 2.000 familias sin hogar. [52]Esto tuvo lugar un día después del atentado suicida con bomba en Sehwan, en el que ISIL-KP bombardeó el venerado santuario sufí de Lal Shahbaz Qalandar en la provincia paquistaní de Sindh, matando a 91 personas e hiriendo a otras 300. El Ministerio de Asuntos Exteriores afgano protestó por los bombardeos de Pakistán en su territorio.[53]

- 5 de marzo de 2017 – Funcionarios afganos afirmaron que el ejército paquistaní ha estado bombardeando partes de las provincias de Kunar y Nangarhar durante las últimas dos semanas. Los funcionarios afganos afirman que cuatro civiles afganos murieron y una docena más resultaron heridos en el bombardeo. Los informes afganos afirman que el ejército paquistaní había disparado más de 500 cohetes, lo que a su vez había dejado a 500 familias sin hogar.[54]

- 5 de mayo de 2017 – En la escaramuza fronteriza entre Afganistán y Pakistán de 2017, un equipo del censo paquistaní en Chaman fue atacado por fuerzas afganas y, a cambio, las fuerzas paquistaníes atacaron al ejército afgano. Al menos siete soldados afganos y dos paquistaníes murieron, así como al menos dos civiles. Al menos 30 civiles resultaron heridos.[55]

- 5 de abril de 2018 – Funcionarios del gobierno afgano afirman que la Fuerza Aérea de Pakistán había llevado a cabo ataques aéreos en la provincia de Kunar en Afganistán, lo que ha causado "enormes pérdidas financieras" al gobierno afgano. Según funcionarios del gobierno afgano, la Fuerza Aérea de Pakistán arrojó alrededor de cuatro bombas dentro del territorio de Afganistán.[56]  Sin embargo, los funcionarios paquistaníes rechazaron las acusaciones del gobierno afgano y las calificaron de infundadas. Los funcionarios paquistaníes declararon que las fuerzas de seguridad paquistaníes estaban contrarrestando a grupos militantes con base en Afganistán, que habían lanzado ataques contra las fuerzas de seguridad paquistaníes.[57]

- 15 de abril de 2018 – El fuego transfronterizo entre el ejército paquistaní y las fuerzas afganas que llevaban a cabo una "vigilancia" de rutina en la Agencia Kurram dejó dos soldados paquistaníes muertos y otros cinco heridos.[58]

- Febrero de 2019: funcionarios afganos escribieron al Consejo de Seguridad de las Naciones Unidas (CSNU) sobre la violación constante del territorio afgano por parte de las fuerzas de seguridad paquistaníes. Los funcionarios afganos afirman que entre 2012 y 2017, 82 afganos murieron y 183 resultaron heridos como resultado de los ataques de las fuerzas de seguridad paquistaníes.[59]

- 3 de abril de 2019: una tribu Kharoti con base en Afganistán se enfrentó con la tribu Sulaimankhel de Pakistán en el área de Zarmailan en Toykhula tehsil, cerca de la frontera entre Pakistán y Afganistán. Los informes sugieren que el enfrentamiento estalló cuando miembros de la tribu afgana Kharoti tomaron posiciones en la cima de una colina en el área de Zarmailan y comenzaron a disparar contra la población local en el lado paquistaní. En respuesta, la tribu Sulaimankhel de Pakistán tomó represalias y obligó a la tribu afgana Kharoti a huir dejando atrás sus armas. Siete Kharoti afganos también resultaron heridos en el enfrentamiento. La tribu Sulaimankhel estaba dirigida por Malik Ibrahim Jalalkhel, Gulbahar Khan Sulimankhel y otros ancianos locales.[60][61][62]

- 1 y 2 de mayo de 2019: el 1 de mayo de 2019, funcionarios militares de Pakistán declararon que entre 70 y 80 terroristas de Afganistán lanzaron un ataque contra soldados paquistaníes que estaban construyendo una valla fronteriza a lo largo de la frontera entre Pakistán y Afganistán. Los oficiales militares paquistaníes declararon que repelieron con éxito el ataque, matando a decenas de terroristas y obligando a otros a retirarse. En el enfrentamiento también murieron tres soldados paquistaníes y otros siete resultaron heridos. Pakistán convocó al diplomático afgano para que presentara enérgicas protestas contra el ataque e instó al gobierno afgano a tomar medidas contra los terroristas que operan desde suelo afgano.[63] El 2 de mayo de 2019, funcionarios afganos afirmaron que cuatro civiles afganos murieron y otros cinco resultaron heridos como resultado de un bombardeo transfronterizo por parte de las fuerzas paquistaníes en la provincia de Khost. Afganistán convocó al diplomático paquistaní para protestar por la "violación del espacio aéreo afgano y el lanzamiento de cohetes" por parte del ejército paquistaní que causaron víctimas y daños.[64]

- 21 de septiembre de 2020: 1 soldado paquistaní murió durante un ataque transfronterizo contra un puesto de control militar en el distrito de Bajaur. Según una declaración del ejército, los disparos se produjeron desde el lado afgano de la frontera.[65]

## Escaramuzas en la era del Emirato Islámico
Los talibanes regresaron al poder tras capturar Kabul en la ofensiva de 2021. El Afganistán liderado por los talibanes ha estado cada vez más involucrado en conflictos fronterizos con Pakistán.
- 26 de agosto de 2021 – Un soldado paquistaní murió en un ataque transfronterizo contra un puesto de control militar en el distrito de Lower Dir. En respuesta, las tropas del ejército de Pakistán mataron a dos terroristas del TTP e hirieron a otros tres.[67]

- 29 de agosto de 2021 – Disparos procedentes de Afganistán mataron a dos soldados paquistaníes en el distrito de Bajaur en el segundo incidente de este tipo desde que los talibanes tomaron Kabul. En represalia, el ejército dijo que mató a 2 o 3 terroristas del TTP e hirió a 3 o 4 más.[68]

- 24 de diciembre de 2021 – Se produjo un enfrentamiento entre las fuerzas afganas dirigidas por los talibanes y el Cuerpo Fronterizo de Pakistán en varios puntos a lo largo de la frontera entre Afganistán y Pakistán. Según los aldeanos afganos y los ancianos tribales, las fuerzas paquistaníes comenzaron a bombardear partes de la provincia de Kunar en respuesta a los disparos de militantes asociados con Tehrik-i-Taliban Pakistan (TTP) contra soldados paquistaníes desplegados a lo largo de la frontera. Poco después, las fuerzas afganas también comenzaron a disparar artillería contra zonas del lado pakistaní de la frontera desde los distritos de Sarkano y Dangam de la provincia de Kunar. [69] Según los medios de comunicación afganos, un civil afgano resultó herido en el bombardeo[70]  y las zonas afectadas por los bombardeos de las fuerzas paquistaníes fueron los distritos de Dangam, Shaltan, Sarkano y Marawar de la provincia de Kunar. El bombardeo también había causado pérdidas financieras a los residentes locales, según los medios de comunicación afganos.[71] No se informó ninguna pérdida de vidas por parte de Pakistán.[72]

- 6 de febrero de 2022: cinco soldados paquistaníes murieron como resultado de un ataque de "militantes del interior de Afganistán" en un puesto fronterizo paquistaní en el distrito de Kurram, Khyber Pakhtunkhwa. El ejército dice que tomó represalias, causando numerosas bajas entre los militantes. El gobierno talibán niega que los disparos procedieran del territorio afgano.[73]

- 24 de febrero de 2022: las fuerzas armadas de Pakistán y Grupo Armados talibanes de Afganistán se enfrentaron en la zona de Spin Boldak y cada lado acusó al otro de iniciar el tiroteo. Como resultado del enfrentamiento, dos civiles murieron y otros seis resultaron heridos en el lado afgano. No se informó de ninguna pérdida de vidas por parte de Pakistán. El portavoz del gobierno talibán anunció que la situación en la zona ahora está bajo control y que investigarán más a fondo por qué se enfrentaron las dos partes.[74]

- Abril de 2022: el 9 de abril de 2022, se produjeron enfrentamientos entre los guardias fronterizos paquistaníes y el ejército afgano en la provincia de Nimruz, Afganistán. No se reportaron víctimas en este enfrentamiento. El 15 de abril de 2022, se informó que soldados paquistaníes se enfrentaron nuevamente con el ejército afgano alrededor de las 9 p. m. en el distrito de Gurbuz, provincia de Khost, matando a dos soldados afganos..[75] Esto llevó a que ataques aéreos paquistaníes en las provincias afganas de Khost y Kunar mataran a un número desconocido de militantes del Tehrik-i-Taliban Pakistan, según los medios paquistaníes.[76]

- 13 de septiembre de 2022 – En la zona fronteriza de la provincia afgana de Paktia y la provincia pakistaní de Kurram, se produjo un intercambio de disparos entre fuerzas afganas y paquistaníes, lo que provocó bajas en ambos lados. Los talibanes alegaron que las fuerzas paquistaníes estaban intentando construir un puesto militar cerca de la frontera, lo que, según el portavoz talibán, Bilal Karimi, iba en contra de las "reglas". Karimi alegó además que las fuerzas talibanes fueron atacadas cuando se acercaron a las tropas paquistaníes para interrogarlas. Las Fuerzas Armadas de Pakistán emitieron un comunicado diciendo que los terroristas habían "abierto fuego contra las tropas paquistaníes" al otro lado de la frontera.[77]

- 13 de noviembre de 2022 – Durante la madrugada del 13 de noviembre, las fuerzas afganas y los guardias fronterizos paquistaníes intercambiaron disparos en el cruce fronterizo de Spin Boldak-Chama, en el sur de Kandahar. Un guardia paquistaní murió y otros dos resultaron heridos. Los talibanes han afirmado que no sufrieron bajas durante la escaramuza.[78][79] El cruce fue cerrado por tiempo indefinido después de la escaramuza.[80]

- 11 de diciembre de 2022 – Al menos seis civiles murieron como resultado de disparos del ejército afgano cerca de la frontera de Chaman. Según Inter-Services Public Relations (ISPR), las fuerzas afganas utilizaron armas pesadas, incluida artillería y morteros, en los disparos de las fuerzas talibanes afganas.[81][82] Pakistán disparó misiles en represalia y mató a un soldado afgano.[83]

- 15 de diciembre de 2022 – Un civil murió y 11 resultaron heridos en el lado pakistaní cuando las fuerzas afganas bombardearon con morteros el cruce fronterizo de Chaman.[84]

- 19 de febrero de 2023 – El ejército afgano se enfrentó con guardias fronterizos paquistaníes, lo que resultó en el cierre del cruce fronterizo de Torkham.[85]

- Marzo de 2024: el 18 de marzo de 2024, Pakistán lanzó ataques aéreos antes del amanecer contra escondites de Movimiento de los Talibanes Pakistaníes en la provincia afgana de Khost y Paktika.[86][87][88] [89] [90] Los ataques fueron en represalia a un ataque militante anterior del Movimiento de los Talibanes Pakistaníes que resultó en la muerte de siete soldados paquistaníes y seis militantes del Movimiento de los Talibanes Pakistaníes. Según fuentes locales afganas, ocho personas, entre ellas cinco familiares de un comandante del Movimiento de los Talibanes Pakistaníes, murieron en estos ataques aéreos.[91] Fuentes locales en Afganistán también informan de la muerte de algunos miembros del grupo del Movimiento de los Talibanes Pakistaníes en los ataques aéreos. [89]Sin embargo, el gobierno afgano liderado por los talibanes afirma que los ataques aéreos sólo mataron a ocho civiles, entre ellos cinco mujeres y tres niños. Más tarde, el Ministerio de Defensa afgano también anunció que el ejército afgano había atacado a las tropas paquistaníes en la frontera en respuesta a los ataques aéreos.[87] [91] Un oficial del ejército paquistaní murió, mientras que tres soldados y cuatro civiles resultaron heridos en el enfrentamiento.[92] Los funcionarios talibanes no revelaron sus pérdidas, sin embargo, los afganos locales informan de la muerte de un soldado del ejército afgano en los enfrentamientos.[89] Los analistas creen que los ataques aéreos previos al amanecer tenían como objetivo enviar un mensaje a los funcionarios talibanes afganos sobre los ataques militantes en Pakistán procedentes de Afganistán y llaman a una desclada del conflicto.[93] [94]

- 7 de septiembre de 2024 : Los guardias fronterizos talibanes de Afganistán se enfrentaron con el Cuerpo Fronterizo de Pakistán. El conflicto estalló en el distrito de Kurram, fronterizo con la provincia de Khost en Afganistán. Según se informa, el conflicto estalló cuando las fuerzas talibanes intentaron construir un puesto de seguridad en el lado afgano de la barrera fronteriza entre Pakistán y Afganistán, lo que llevó a las tropas paquistaníes a abrir fuego para obligar al otro lado a detener la actividad. Varias fuentes informaron de que los intensos enfrentamientos en curso habían herido al menos a cinco soldados paquistaníes, incluido un oficial, mientras que en represalia de Pakistán, al menos ocho combatientes talibanes afganos murieron, incluidos dos comandantes del ejército talibán, y otros 16 resultaron heridos en la madrugada del sábado (7 de septiembre). Fuentes Abiertas de  Inteligencia también afirmó que un tanque T-62 de la era soviética operado por talibanes afganos fue destruido por las fuerzas armadas paquistaníes. Un portavoz del Ministerio de Información de Afganistán se negó a proporcionar información. [95][96][97]

- 25 de diciembre de 2024: la Fuerza Aérea de Pakistán lanzó ataques aéreos de precisión en siete lugares ubicados en cuatro aldeas del distrito de Barmal de la provincia afgana de Paktika, matando a entre 20 y 25 terroristas. Las aldeas atacadas por la Fuerza Aérea de Pakistán incluían Laman, Margha y Murg Bazaar y cuatro aldeas no especificadas. Los informes indican que la aldea de Murg Bazaar en Barmal fue completamente destruida.[98][99] Los ataques aéreos tomaron cuatro objetivos de alto valor (HVT) que incluían campamentos terroristas y escondites de comandantes clave, estos incluían el complejo del comandante de alto rango del Movimiento de los Talibanes Pakistaníes, el escondite de Sher Zaman alias Mukhlis Yar, el campo de reclutamiento del comandante Abu Hamza y el campamento de terroristas suicidas de Akhtar Muhammad alias Khalil. Todos estos comandantes estaban utilizando campamentos para reclutar y entrenar a terroristas y terroristas suicidas infantiles. El cuarto objetivo atacado por la Fuerza Aérea de Pakistán fue la célula "Umar Media" del Movimiento de los Talibanes Pakistaníes, encabezada por el comandante del Talibán Pakistaní  Shoaib Iqbal Cheema alias Muneeb Jatt, desde donde el Movimiento de los Talibanes Pakistaníes propagó su propaganda digital.[100] El Ministerio de Defensa de los talibanes afganos, el portavoz oficial del régimen talibán afgano Zabiullah Mujahid confirmó los informes del ataque llevado a cabo por las fuerzas paquistaníes, pero afirmó que entre los muertos y heridos había varios niños y otros civiles. Los ataques de la Fuerza Aérea Pakistán marcaron la tercera instancia en la que Pakistán lanza un ataque en suelo afgano desde la caída de Kabul. Los ataques aéreos de Pakistán coincidieron con el cumpleaños del fundador de Pakistán y siguieron a los ataques aéreos paquistaníes de la Fuerza Aérea de Pakistán  en Afganistán en 2022 y en 2024. [101][102][103][104][105] El gobierno afgano informó de que 46 personas habían muerto, la mayoría de las cuales eran niños y mujeres, y otras 6 personas resultaron heridas, en su mayoría niños. [106][107][99][108][109]El gobierno interino talibán de Afganistán convocó  al encargado de negocios de Pakistán para protestar formalmente por la muerte de 46 personas en un bombardeo de aviones de combate paquistaníes en la provincia oriental de Paktika.El Ministerio de Asuntos Exteriores afgano entregó una carta con una “enérgica protesta” al diplomático paquistaní Hafiz Zia Ahmad, dijo en un comunicado un portavoz del ministerio en Kabul.[110]

- 26 de diciembre de 2024 – El 26 de diciembre de 2024, el Cuerpo de Fronteras de Pakistán y los guardias fronterizos talibanes de Afganistán intercambiaron disparos en la frontera entre Dand Aw Patan y Kurram, sin que inicialmente se registraran víctimas ni daños por ninguna de las partes.

- 27 de diciembre de 2024 – El 27 de diciembre, las tropas fronterizas afganas y paquistaníes intercambiaron disparos durante varias horas en Dand Aw Patan. Los combates, que al parecer comenzaron alrededor de la 1 a.m. hora local del 27 de diciembre, duraron varias horas, y ambos bandos intercambiaron fuego intenso. Según fuentes locales, algunos cohetes disparados por las fuerzas paquistaníes alcanzaron viviendas civiles y causaron daños en los puestos fronterizos de los guardias fronterizos talibanes. Según Tolo News, una agencia local con sede en Kabul, las fuerzas paquistaníes dispararon un proyectil de mortero en el distrito de Dand-e-Patan, en la provincia de Paktia, matando al menos a cinco personas e hiriendo a tres.[111] TOLOnews, con sede en Afganistán, aunque citó a sus fuentes anónimas, también afirmó que diecinueve soldados paquistaníes murieron, sin embargo, no se ha publicado ninguna información oficial sobre las víctimas o los daños en ninguno de los dos bandos.[111] Los talibanes sólo confirmaron los enfrentamientos, aunque se negaron a compartir más detalles sobre el incidente.[112] The Taliban only confirmed the clashes while refusing to share any further details about the incident. [113][114][115]

- 28 de diciembre de 2024: los guardias fronterizos talibanes lanzaron múltiples ataques de represalia contra puestos paquistaníes en áreas fronterizas cerradas de los distritos de Kurram y Waziristán del Norte en respuesta a los ataques aéreos paquistaníes del 25 de diciembre en Afganistán.[116][117][118] El Ministerio de Defensa afgano confirmó los ataques afirmando que alcanzaron "varios puntos" en Pakistán. Los portavoces talibanes afirmaron que habían apuntado a "elementos maliciosos" al otro lado de la frontera en Pakistán, pero no especificaron las víctimas ni el alcance del daño infligido a las fuerzas de seguridad paquistaníes.[119] [117] Según funcionarios paquistaníes, se frustraron dos intentos de infiltración de militantes con base en Afganistán. Según fuentes oficiales paquistaníes, "en medio de la noche del 27 y 28 de diciembre, un grupo de 20 a 25 terroristas de Fitna-al-Khawarij intentó cruzar a Pakistán desde dos lugares en Kurram y Waziristán del Norte utilizando puestos fronterizos del ejército talibán afgano". Según funcionarios paquistaníes, las fuerzas paquistaníes tomaron represalias y contrarrestaron los intentos de infiltración de los militantes del Movimiento de los Talibanes Pakistaníes matando a 15 militantes del Movimiento de los Talibanes Pakistaníes y 8 talibanes afganos y también obligando a los talibanes afganos a abandonar seis puestos, al tiempo que añadieron que un soldado del Cuerpo Fronterizo murió en el fuego cruzado mientras que siete paramilitares resultaron heridos. Las fuerzas de seguridad de Pakistán publicaron un vídeo en el que se puede ver varios puestos fronterizos afganos devastados por las fuerzas paquistaníes.[120][121][122][123]

- 29 de diciembre de 2024 :– Según funcionarios paquistaníes, un tercer intento de infiltración realizado por los militantes del Movimiento de los Talibanes Pakistaníes fue fallido por las fuerzas fronterizas paquistaníes en menos de una semana.[124] Tras su fracaso, los militantes del Movimiento de los Talibanes Pakistaníes recurrieron a disparos no provocados con armas pesadas contra los puestos fronterizos paquistaníes, sin embargo no se reportaron víctimas en ninguno de los dos lados.[125][126][127]

- El 2 de enero de 2025, Pakistán afirmó que el gobierno talibán afgano había exigido 10.000 millones de rupias paquistaníes para la retirada y el traslado de los talibanes paquistaníes y sus fuerzas fuera de las regiones fronterizas, pero el gobierno afgano negó la acusación.[128] Continuaron las escaramuzas leves limitadas entre los dos bandos.[129]

- 3 de enero de 2025 –: Los medios de comunicación con sede en Afganistán informaron de enfrentamientos armados entre el Cuerpo Fronterizo de Pakistán y el Ejército Talibán de Afganistán. Según los informes de los medios de comunicación afganos, las fuerzas paquistaníes atacaron el distrito Alisher de Khost con cohetes y proyectiles a la 1:30 a. m., Pakistán lanzó ataques con cohetes hasta las 5:00 a. m. y luego las fuerzas del Emirato Islámico respondieron a estos ataques. El fuego transfronterizo se detuvo hasta el amanecer. Ninguna de las partes comentó oficialmente sobre los enfrentamientos.[130][131]

- 6 de enero de 2025 –: Rana Sanaullah, asistente especial del primer ministro paquistaní para asuntos políticos, ha advertido de que Pakistán podría volver a llevar a cabo operaciones transfronterizas en Afganistán como parte de sus esfuerzos antiterroristas si su seguridad se ve amenazada.En declaraciones a la cadena de televisión paquistaní Sama TV, Sanaullah hizo referencia a los recientes ataques aéreos paquistaníes en el distrito afgano de Barmal, en la provincia de Paktika, y afirmó que tales acciones están justificadas por el derecho internacional. “Pakistán tiene el derecho legal de continuar con estas operaciones si su territorio es atacado desde Afganistán”, dijo.[132]